# Dílna

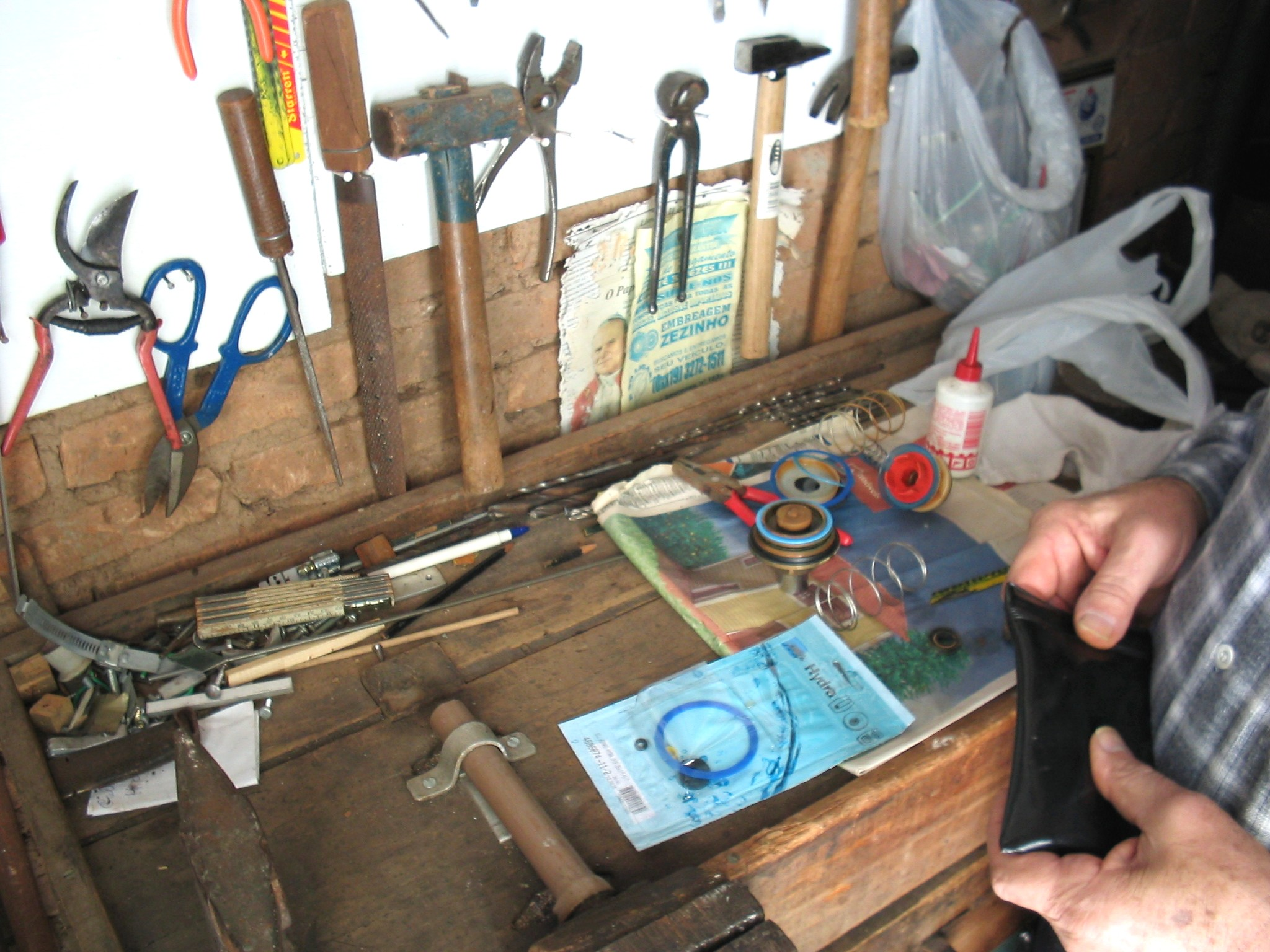
Dílna domácího kutila

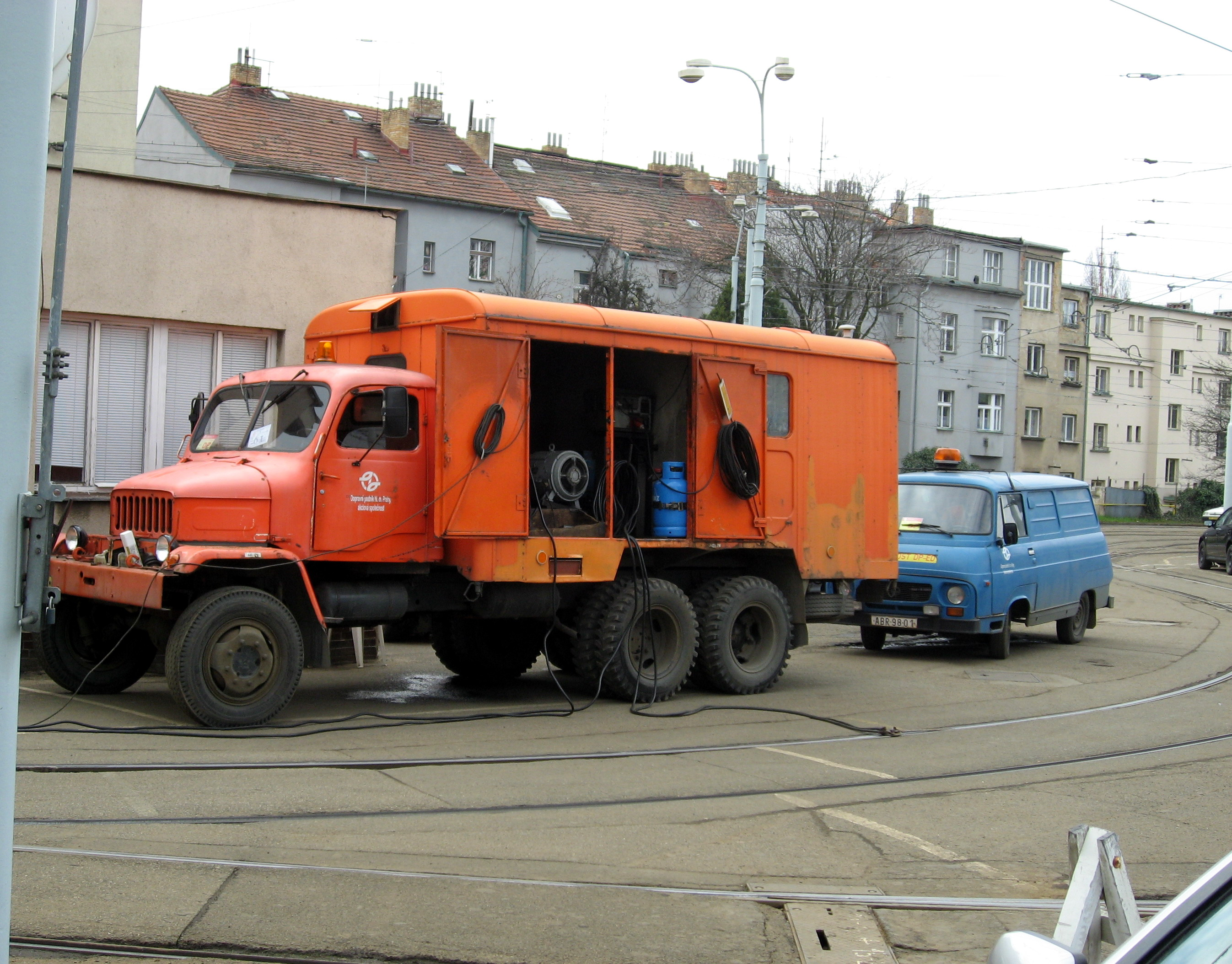
Pojízdná dílna určená pro svařování tramvajových kolejnic

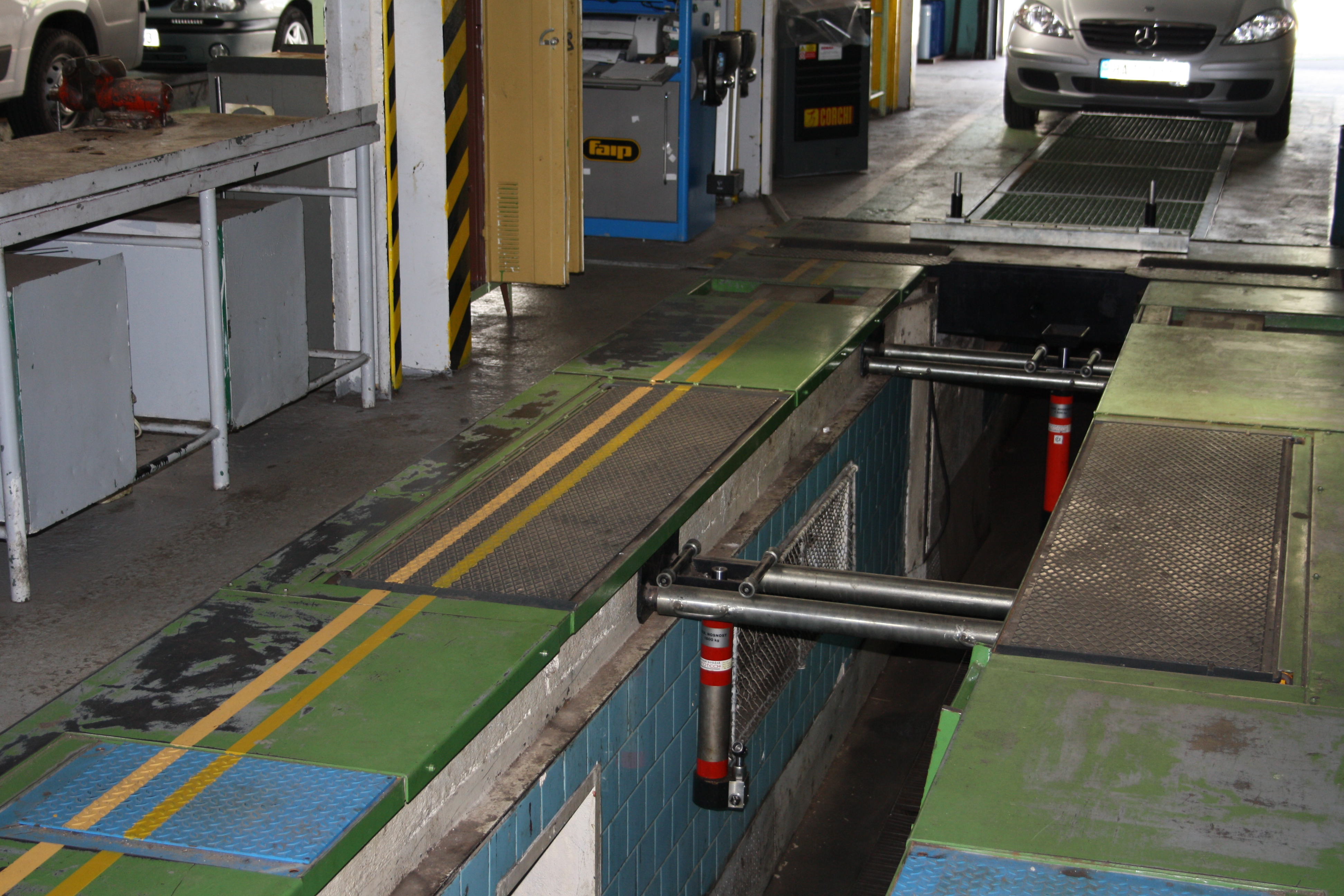
Dílna v autoservisu, kontrolní kanál pro práci na spodku automobilu

Dílna je označení pro prostor, kde se něco dělá, kde lidé pracují, místo kde živí lidé vytváří nějaké nové hodnoty. Jedná se o prostor, kde se něco nového vytváří nebo něco starého opravuje či renovuje. V praxi se může jednat jak o malé pracoviště jednoho jediného řemeslníka, může to být umělecký ateliér nebo i větší průmyslový provoz. Ve větších průmyslových areálech se výrazem dílna mohou označovat jednotlivé části areálu podle specializace na konkrétní technologie. Například: kovárna, svařovna, slévárna, obrobna, dílna povrchových úprav, montážní dílna nebo čalounická dílna.
Pojízdná dílna je nejčastěji skříňový nákladní automobil (může to být také vlek nebo návěs) vybavený nářadím, svářecí soupravou, elektrickým generátorem nebo vzduchovým kompresorem. Využívá se především k opravám mobilní techniky přímo v místě nasazení. Jde především o rozměrné stavební, zemědělské nebo lesnické stroje, které by bylo problematické transportovat do servisu.

## Přenesený význam slova
V přeneseném významu se toto slovo občas používá i pro označení nějakého konkrétního uměleckého díla jako takového (např. jazz-rocková dílna apod.), někdy i celého souboru děl.

## Související článek
- umělecká dílna
- Pojízdná dílna